# ペイジ (アリゾナ州)

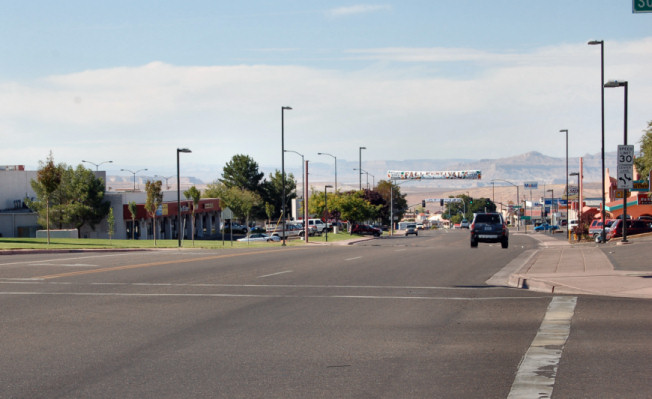
ペイジの街並み

ペイジ（Page）は、アメリカ合衆国アリゾナ州北部のココニノ郡にある都市。人口は7,440人（2020年）。ユタ州境に近い。

## 概要
1957年、コロラド川で始まったグレンキャニオンダムの建設関係者が住む仮設住宅団地として設立された。1975年に町として法人化した。
この地域は元々インディアン居留地である。2020年国勢調査によると市の人口の55パーセントはアメリカ先住民である。

## 地理

ココニノ郡内の位置（上）

- 座標：北緯36度55分09秒 西経111度27分41秒 / 北緯36.91917度 西経111.46139度
- 標高：1,255メートル
- 面積：99.27 km²
  - 陸地：98.89 km²
  - 水面積：0.38 km²

## 気候
気候は乾燥帯砂漠気候（ケッペンの気候区分：BWk）に属し、年間を通して雨が少なく雪もほとんど降らない。
空気は乾燥していて一日の気温差が大きい。
平均的に7月が最も気温が高く（平均最高気温摂氏35.1度）、1月が最も気温が低い（平均最低気温摂氏-3.2度）。
夏の時期にラスベガス等アメリカ南西部を襲うモンスーンはほとんど届かないが、河川上流で降った雨が鉄砲水として流れてくることがごく稀にある。

## 近隣の見どころ

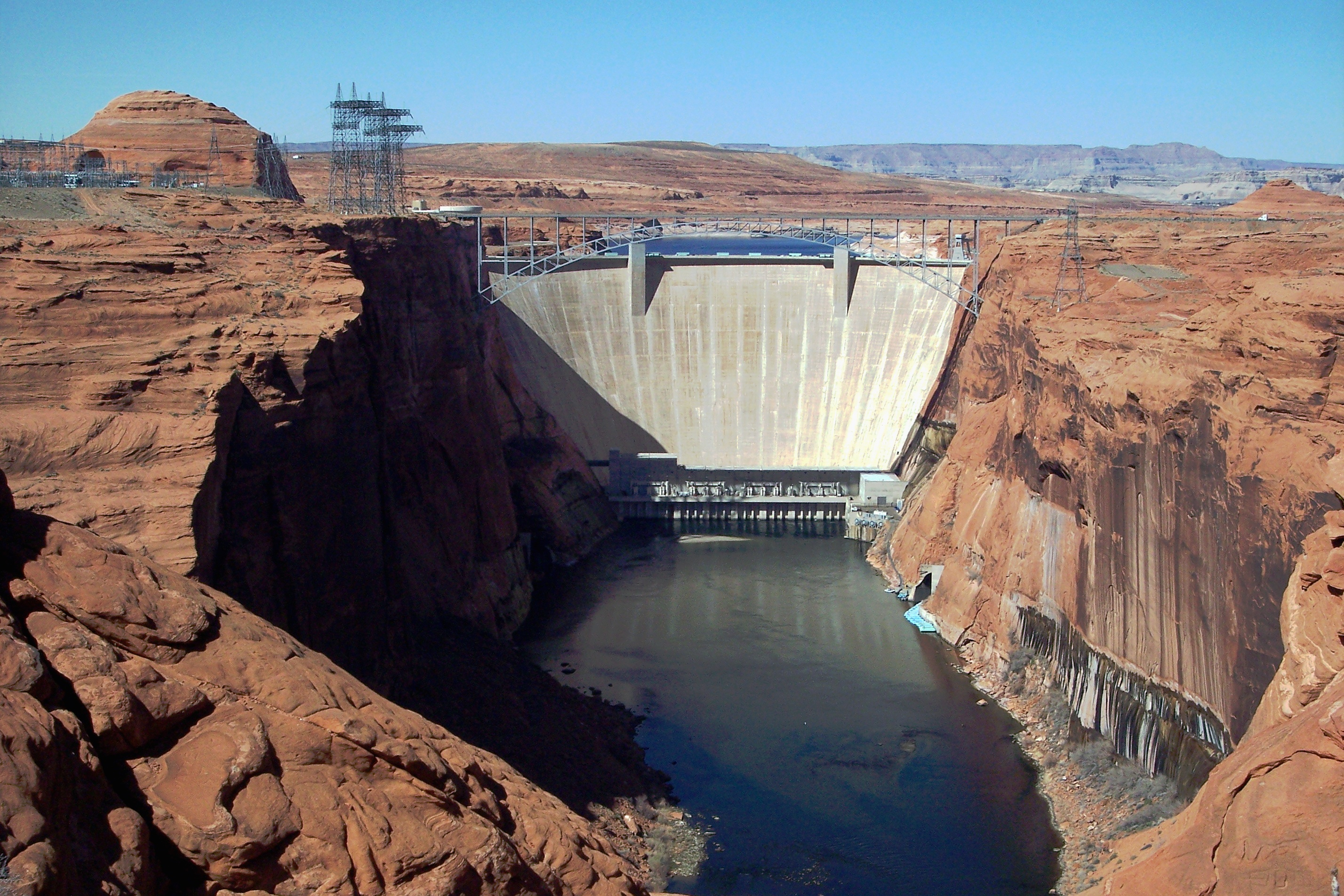
グレンキャニオンダム

- アンテロープ・キャニオン
- ホースシューベンド
- パウエル湖
- グレンキャニオンダム
- グランド・キャニオン

## 人口統計
2010年国勢調査
- 人口：7,247人
- 世帯平均収入：$57,475
  - 男性平均収入：$32,021
  - 女性平均収入：$21,731
- 貧困層：14.0 %

## 交通
- 国道89号線 (アメリカ合衆国)
- 州間高速道路98号線
- Page Shuttleシャトルバスサービス24時間365日営業
- Page Municipal Airport